# Heinrich von Annenberg

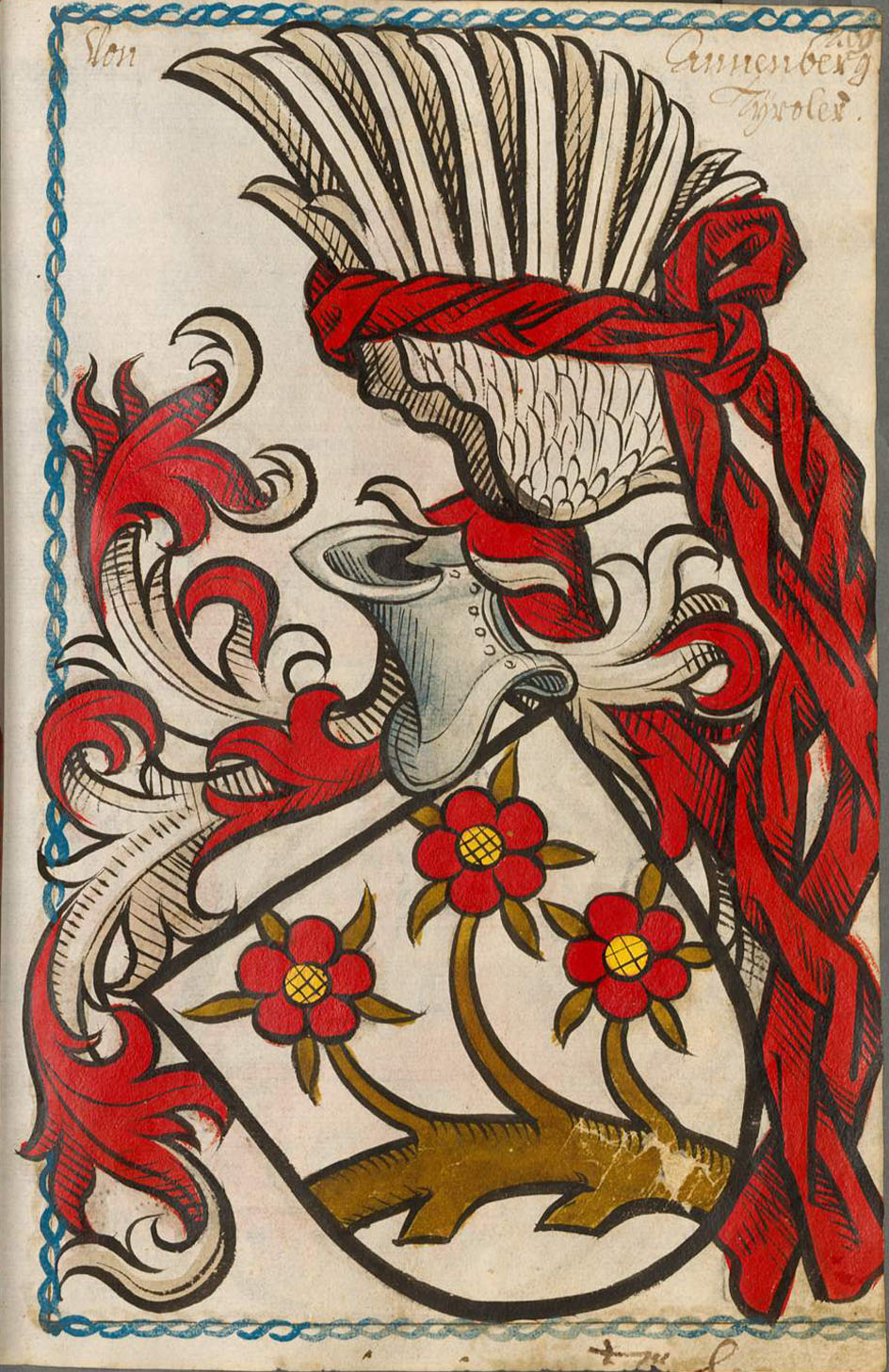
Stammwappen

Heinrich I. von Annenberg († um 1362) war Burggraf von Tirol bzw. Landeshauptmann an der Etsch, der zu den mächtigsten Vasallen bzw. Dienstmannen Tirols zählte. Er war Stammvater des Adelsgeschlechts Annenberg.

## Leben
Heinrich war der Sohn von Konrad vom Turm in Meran aus der Familie der „Tolde von Meran“. Dass die Familie aus Annaberg in Meißen stammte und von dort in die Grafschaft Tirol zog, ist nicht belegt. Seit 1315 bekleidete er das Amt des Burggrafen auf Schloss Tirol. Aufgrund seines Reichtums stand Heinrich in der Gunst seines Lehensherren König Heinrich, der ihm umfangreiche Besitzungen zum Lehen gab. Am 20. Juni 1318 wurde er vom König auf Schloss Zenoberg mit der halben Burg Annenberg belehnt. 1327 brachte er auch die andere Hälfte vom Vogt von Matsch an sich und nannte sich fortan nach seiner Hauptresidenz Annenberg. 1327 gab ihm der König die Burg Latsch inkl. des Baumgartens im Vinschgau zum Lehen, 1331 den Zoll von Nauders, das Burggesäß zu Lichtenberg und 1337 den Turm und das Urbar von Nauders. 1334/37 gründete er das zuvor abgebrannte Spital von Latsch neu, in dem er eine Familiengruft einrichtete. 1347 erwarb er von Ulrich von Reichenberg und Katharina von Waldeck die Burg Tarantsberg und 1355 die Burg Untermontani. Margarete Maultasch übereignete Heinrich 1353 Zehnten in Tscherms im Marlinger Gericht. 1362 teilten seine Söhne das reiche väterliche Erbe unter sich auf.

## Nachkommen
- Heinrich II., erbte Burg Annenberg und Latsch
- Hans, erbte Burg Tarantsberg
- Anton, erbte Burg Untermontani
- Konrad, erbte Burg Lichtenberg
- Christina; ⚭ vor 1385 Hans II. von Liebenberg und Hohenwart